# Chalom bayit
 (août 2021).
Chalom bayit  (en hébreu : שְׁלוֹם בַּיִת, littéralement : paix domestique, ou cholom bayit/chlom bayit, ou, en yiddish cholom bayis ou chlom bayis) est le concept juif religieux de bonne entente dans le couple et d'harmonie domestique. Dans un tribunal juif, chalom bayit est le terme hébreu pour désigner la réconciliation conjugale.

## Origine du terme
Le terme ch'lom beto (en hébreu : שְׁלוֹם בֵּיתוֹ), paix dans sa maison, se retrouve dans le Talmud : il y désigne la paix domestique en général, alors que le terme a pris le sens d'une paix dans le mariage.

## Valeur juive
Le terme shalom bayit traduit un idéal familial qui s'est construit tout ou long de l'histoire du peuple juif. Shalom bayit est synonyme de complétude, plénitude et accomplissement. Par conséquent, le mariage juif traditionnel est caractérisé par la paix, l'éducation, le respect et le hessed (bienveillance), à travers lesquels un couple marié devient complet. On croit que la présence de Dieu habite dans une maison pure et aimante 
Dans la culture juive, un mariage est décrit comme un « mariage fait au paradis » et est traité comme une entreprise sainte. Par exemple, la cérémonie des fiançailles juives est désignée dans la littérature rabbinique classique sous le nom de Kiddushin (ce qui signifie sanctification / sanctification/consécration). En déclarant l'union conjugale sacrée, un couple est sanctifié devant Dieu. La sainteté émane d'une relation où chaque membre du couple se sait créature de Dieu et traite ainsi l'autre. De plus, cette sainteté de l'union conjugale rappelle au couple juif d'exprimer sa sainteté par le mariage et de construire un foyer qui a pour fondements l'amour mutuel, le respect et le hessed.

### En pratique
La meilleure louange que les rabbins talmudiques adressaient à une femme était qu'elle exauçait les souhaits de son mari. Quant au mari, son devoir est d'aimer sa femme comme lui-même et de l'honorer plus qu'il s'honore ; selon les rabbins classiques, il était alors récompensé par la richesse. De même, un mari avait le devoir de discuter avec sa femme de toute question matérielle qui surviendrait dans leur vie.
Le Talmud interdit à un mari d'être autoritaire envers sa famille et la violence domestique qu'il commettrait est aussi  condamnée. On disait d'une épouse que Dieu compte ses larmes.

## Dans le Midrash
Dans la pensée et la loi juives, l'harmonie domestique tient une place importante. Dans cette optique, un midrash ancien soutient qu'une femme ne devrait pas quitter la maison trop fréquemment .
Le chalom bayit peut même justifier de s'engager dans un « mensonge blanc ». Selon le Talmud, lorsque Dieu dit à Sarah qu'elle donnera naissance à un fils, elle exprime son incrédulité en disant : « Après ma vieillesse, aurai-je du plaisir, mon mari étant vieux aussi ? » Pourtant, quand Dieu s'adresse à Abraham, il dit : « Pourquoi Sarah a-t-elle ri et dit : « Vais-je vraiment avoir un enfant, maintenant que je suis vieille ? (Genèse : 18 :12-13). Les rabbins commentent que Dieu a omis la mention de l'âge d'Abraham par Sarah par souci de leur chalom bayit .